# Xiaomi Mi Pad
Xiaomi Mi Pad — планшетний комп'ютер виробництва Xiaomi. Це перший планшет Xiaomi і вироблявся він на Foxconn. Пристрій був доступний у двох комплектаціях пам’яті, 16 ГБ і 64 ГБ. 
Рецензенти оцінили планшет за його потужні характеристики за його низьку ціну, зауваживши, що дизайн планшета відчувався як щось середнє між iPad mini та iPhone 5C.

## Реліз
Mi Pad був вперше оприлюднений під час події запуску Xiaomi 5 травня 2014 року. Він був запущений в Індії 25 березня 2015 року. 
Генеральний директор Xiaomi Лей Цзюнь розповів Річарду Лаю з Engadget близько 2012 року, що він не впевнений у створенні планшета, але 15 травня 2015 року він зізнався, що весь цей час він спокійно розробляв.

### Випуск вихідного коду ядра
Вихідний код для ядра, використовуваного в ОС планшетного ПК, був випущений в листопаді 2016 року приблизно через 2 роки після виходу пристрою. Модифікований вихідний код ядра, який ліцензується відповідно до GPLv2, вимагає, щоб ліцензія була випущена.

## Особливості

### Дизайн
Екран виконаний зі скла. Корпус виконаний з глянцевого пластику.
Знизу знаходяться роз'єм microUSB. Зверху розташований 3.5 мм аудіороз'єм. З лівого боку планшета знаходиться слот під карту пам'яті формату MicroSD. З правого боку знаходяться кнопки регулювання гучності та кнопка блокування екрану. Другий динаміки знаходяться на задній панелі.
Xiaomi Mi Pad продавався в 6 кольорах: блакитному, зеленому, білому, рожевому, жовтому та сірому.

### Апаратне забезпечення
- 7,9 "1536 x 2048 IPS LCD 324ppi, Gorilla Glass 3
- Чипсет Nvidia Tegra K1, 2 ГБ оперативної пам’яті
- Чотириядерний 2.2 ГГц процесор Cortex-A15

У Mi Pad є 7,9-дюймовий екран з роздільною здатністю 1536 x 2048 з щільності пікселів 326 ppi. Mi Pad — перший планшет, випущений на ринку з чипсетом Nvidia Tegra K1, чип Nvidia стверджує, що він перевершує як Xbox 360, так і PS3, витрачаючи при цьому значно менше енергії. Mi Pad використовує скло Corning Gorilla Glass 3 на своєму дисплеї та технологію виявлення долоні для запобігання випадкових постукувань, утримуючи планшет.

### Програмне забезпечення
Планшет був випущений на MIUI V5, що базувалася на Android 4.4.4 KitKat. Китайська версія прошивки була оновлена до MIUI 9, а глобальна — до MIUI 7.

## Прийом

### Критичний
Пристрій було сприятливо переглянуто Digit (magazine) та Eurogamer. З Річардом Лідбеттером з Eurogamer пише: 
У нас є найпотужніший мобільний чипсет на планеті в рамках форм-фактора iPad mini, який об'єднав один з небагатьох справжніх оригінальних виробників, які працюють сьогодні.
Влад Савов із The Verge похвалив пристрій за його конкурентоспроможне ціноутворення та за те, що він був першим на ринку пристроєм, що використовував SoC Nvidia Tegra K1, про який Nvidia стверджували, що він є більш потужним, ніж Xbox 360 та PS3. Пристрій було позначено "НЕАПОЛОГЕТИЧНО ДЕРИВАТИВНО" за подібність до Apple iPad mini та Apple iPhone 5c. 
Домінік Басулто з Washington Post назвав товар(и) Xiaomi дешевим та з високою якістю, а також назвав продукт Mi Pad занадто надійним, посилаючись на його схожість з iPad.
Джеймс Вінсент з The Verge, вказуючи на загальну схожість між продуктами Apple і Xiaomi, зазначив, що Mi Pad має таку ж роздільну здатність та розмір екрана, як і iPad mini.
Гюго Барра, (віце-президент Xiaomi на момент виходу Mi Pad) захищав звинувачення в подібності дизайну до продуктів Apple, Влад Савов з The Verge цитував Барра: 
Якщо у вас є два аналогічно кваліфікованих дизайнера, то є сенс, що вони б дійшли одного і того ж висновку. Не має значення, чи хтось ще дійшов одного і того ж висновку", наприклад, співвідношення екрана 4:3 є кращим для більш кінематографічних 16:9, що пропонують більшість планшетів Android. Mi зосереджена на тому, щоб зробити найкращі продукти, які вони можуть, і відмовляється ухилятися від гарної ідеї лише тому, що Apple, можливо, вже зробила це. "Ми не копіюємо продукти Apple. Кінець історії."
Метт Бернс з TechCrunch вказав на схожість маркетингової стратегії між Xiaomi Mi Pad та Apple iPad і iPhone 5c.
Сайрус Фарівар та Рон Амадео з Ars Technica вказали на плани Xiaomi "заволодіти світом" з низькою вартістю та високою продуктивністю планшетів і телефонів, посилаючись на низький прибуток на пристрій для збільшення частки ринку. 
Стефані Млот від PC Mag вказала на велику різницю цін між однотипним Apple iPad, яка коливається від 399 до 929 доларів, залежно від моделі, потужності та параметрів мережі, порівняно з Mi Pad із початковою ціною з версією тільки з Wi-Fi 16 ГБ версія — 240 доларів (1499 китайських юанів), а більша 64 ГБ модель  — 272 долара (1699 китайських юанів).

### Комерційний
Початкові продажі в розмірі 50 000 одиниць були розпродані лише через кілька хвилин після початку продажів — знак дуже бажаної технології 
Планшет був за конкурентоспроможними цінами 1499 китайських юанів (близько 241 долара) для моделі 16 ГБ, та 1699 китайських юанів (близько 273 доларів) для версії 64 ГБ. 

## Юридичні питання

### Суперечка з торговою маркою Mi Pad
Xiaomi спочатку продавали Mi Pad лише в Китаї, але, приділяючи міжнародне розширення, компанія подала заявку на торговельну марку ЄС у 2014 році. Apple подала офіційну скаргу до Європейського управління інтелектуальної власності (EUIPO), яку було підтримано. 
Згодом справа надійшла до суду, і Reuters повідомив, що Apple виграла справу. 
Суд заявив у своїй заяві: 
"Різниця між спірними знаками, що виникає внаслідок наявності додаткової літери" m "на початку" Mi Pad ", є недостатньою для компенсації високого ступеня візуальної та фонетичної подібності між двома знаками".
Суд погодився з рішенням EUIPO і сказав: 
Англомовні споживачі, швидше за все, зрозуміють префікс «mi» як означає «my (мій)», і тому вимовлятимуть «i (я)» Mi Pad та iPad однаково.
Це часткова перемога, оскільки це не забороняє Xiaomi продовжувати використовувати це ім'я ні в Європі, ні в інших місцях; це лише заважає зареєструватися як європейська торгова марка. За іронією долі, це залишило б Xiaomi відкритим для сторонньої компанії, яка могла б використовувати цю назву. 
Xiaomi може оскаржити рішення у найвищому суді ЄС — Суді Європейського Союзу.

## Послідовні пристрої
Наразі Mi Pad (станом на 2023 рік) має 11 послідовних пристроїв, а саме: 
- Mi Pad 2 (листопад 2015 р.)
- Mi Pad 3 (квітень 2017 р.)
- Mi Pad 4 (червень 2018 р.)
- Mi Pad 4 Plus (серпень 2018 р.) [24]
- Xiaomi Pad 5, Pad 5 Pro та Pad 5 Pro 5G (серпень 2021 р.)
- Xiaomi Pad 5 Pro 12.4 (серпень 2022 р.)
- Xiaomi Pad 6 та Xiaomi Pad 6 Pro (квітень 2023 р.)
- Xiaomi Pad 6 Max 14 (серпень 2023 р.)

### Mi Pad 2
Наступником Mi Pad став Mi Pad 2, випущений у листопаді 2015 року. Пристрій на відміну від попередника крім MIUI на базі Android, мав Windows 10 як опцію для своєї ОС. 